# Amp Fiddler
Amp Fiddler, nom de scène de Joseph Anthony Fiddler, né en mai 1958 à Détroit (Michigan) et mort le 18 décembre 2023, est un claviériste, auteur-compositeur-interprète et producteur de disques américain.
Ses styles musicaux comprennent le funk, la soul, la dance et l'electronica. Il est principalement connu pour ses contributions au sein du groupe Enchantment (en), ainsi que dans les groupes Parliament et Funkadelic de George Clinton de 1985 à 1996. Son premier album solo Waltz of a Ghetto Fly est sorti en mars 2004, suivi par Afro Strut en 2006 et Inspiration Information avec Sly and Robbie en 2008.